# ピラミッドミステリー
ピラミッドミステリー (PYRAMID MYSTERY) は、2001年3月に稼働を開始したナムコ（後のバンダイナムコアミューズメント）のメダルゲームである。

## 概要
4つのステーションがあり、最大8人まで同時にプレー可能な中型のマス型プッシャーゲームである。
筐体中央のピラミッドを模した部分に大量のメダルが積み上げられており、ジャックポット時にはそこからメダルの払い出しが行われる。また、フィールド上のメダルが派手に飛び散る、世界初の爆破ユニットを搭載しており、各種アタリにおける演出に用いられる。

## 遊び方
手元にあるメダル発射装置を用いてプレイヤーの正面で横方向に移動しているターゲットを狙い、メダルがそこを通過するとスロットが回転する。

## スロット
111 / 222 / 444 / 666
ノーマルアタリ。規定枚数のメダルが払い出される。ノーマルアタリが8回に達すると「ボーナスアタリ」として通常よりも多い枚数が払い出される。また、爆破ユニットが作動する。
333 / 555
チャンスゲームアタリ。チャンスゲームに突入し、制限時間内にメダルをターゲットに撃ち込むたびにメダルが払い出される。ノルマクリアすると通常より多くの枚数が払い出される。
777
ジャックポット。ピラミッドの階段が倒れ、大量のメダルが落下、払い出しとなる。
FFF
スーパージャックポット。メダルを補給しながら、計4回のジャックポット払い出しが行われる。